# Макарчук, Николай Иванович
Никола́й Ива́нович Макарчу́к (р. 17 февраля 1950 г.) — военачальник, командир 5-го Краснознаменного корпуса ПВО, генерал-лейтенант.

## Биография
Николай Иванович родился 17 февраля 1950 года. По окончании средней школы поступил в Орджоникидзевское зенитное ракетное училище. Служил в зенитных ракетных частях на командных должностях. Проходил службу в должностях от командира взвода до командира зенитной ракетной бригады. Окончил Военную командную академию ПВО им. Маршала Советского Союза Г. К. Жукова и Военную академию Генерального Штаба Вооруженных Сил Российской Федерации. 
В 1989 году назначен заместителем командира 12-го корпуса ПВО. 
Командовал 4-й дивизией ПВО на о. Новая Земля. 
В 1994 году назначается заместителем командующего 4-й отдельной армией ПВО по боевой подготовке. 
С 1995 по 1997 год генерал-лейтенант Макарчук Н. И. — командир 5-го отдельного Краснознаменного корпуса ПВО. 
В 1997 году был назначен военным советником по ПВО в Сирийскую Республику. После возвращения из командировки, в 1997 году, уволен в запас.

## Награды и почетные звания
Награждён орденами «За военные заслуги» и «За службу Родине в Вооруженных Силах СССР» 3-й степени, медалями.